# Monument aux héros et victimes de la mer
Le monument aux héros et victimes de la mer est un monument commémoratif situé dans le 7e arrondissement de Marseille, en France.

## Localisation
Le monument est situé dans le jardin du Palais du Pharo, dans le 7e arrondissement de Marseille, face au fort Saint-Jean.

## Description
Le monument met en scène trois marins en bronze. L'un est debout et lève le bras, tenant un autre marin mal en point, le troisième est noyé, emporté par une vague qui incline fortement la barque des marins et qui balaie un récif en granite.

## Historique
Paul Peytral, sénateur des Bouches-du-Rhône, fait créer un comité pour ériger un monument aux héros et victimes de la mer en 1913. Auguste Carli est choisi comme sculpteur, mais sa maquette n'est pas appréciée par les travailleurs marins. Un second comité est créé en mars 1914 et affecte le projet à André Alexandre Verdilhan. Le projet est avorté avec le déclenchement de la Première Guerre mondiale. La fin de la guerre amène à une volonté de rendre hommage aux marins morts durant la guerre, ce qui relance les travaux. Le monument est inauguré le 14 juillet 1923.
Ce monument fait l’objet d’une inscription au titre des monuments historiques depuis le 23 juillet 2009.
| Détails et vue générale |
|                         |
|                         |
|                         |